# 전부일 (1899년)
전부일(全富一, 1899년 7월 29일 ~ 1964년 11월 10일)은 일제강점기의 실업가로, 본명은 전송수(全松修)이며 본적은 경성부 다옥정이다.

## 생애
경성스프링제작소 이사(1936년)와 일부농장(一富農場) 대표(1939년), 보인당제약(普仁堂製藥) 이사(1942년)를 역임한 실업인이었으며 국민협회 이사(1937년 ~ 1942년)와 이사장(1944년)을 역임했다.
1941년 9월 임전대책협의회 산하 조직인 채권가두판매대 동대문대에 참가했으며 같은 해 10월 조선임전보국단 발기인으로 참여했다. 1942년 매일신보사에 히노마루 부채 1,000개를 헌납했고 경성부회 의원(1943년)과 경성부 근로협력회 기획위원(1944년 12월)을 역임했다. 1943년 10월에 열린 징병제시행감사적미영격멸결의선양전선공직자대회(徵兵制施行感謝敵米英擊滅決意宣揚全鮮公職者大會)에 참석했으며 1943년 11월 임시 특별 지원병 제도 익찬위원회 중구 지구 위원을 역임했다.
광복 이후인 1949년 3월 15일 반민족행위특별조사위원회에 체포되기도 했다. 친일파 708인 명단의 기타 부문, 민족문제연구소의 친일인명사전 수록자 명단의 친일단체 부문, 친일반민족행위진상규명위원회가 발표한 친일반민족행위 705인 명단에 포함되었다.

## 참고자료
- 친일반민족행위진상규명위원회 (2009). 〈전부일〉. 《친일반민족행위진상규명 보고서 Ⅳ-15》. 서울. 765~778쪽.